# Пантюхов, Игорь Михайлович
Игорь Михайлович Пантюхов (1937—2009) — русский писатель, поэт и редактор.

## Биография
Родился в  городе Орджоникидзе в семье бывшего моряка-балтийца, участника штурма Зимнего дворца, командира Первого республиканского отряда моряков-балтийцев, автора книги воспоминаний «Красная линия» (1973). Учился в школе № 11 города Барнаула. Потом окончил Барнаульский строительный техникум. Работал в тресте «Стройгаз», в многотиражной газете «Строитель». С 1959 г. — в краевой газете «Молодежь Алтая», в которой в 1955 году были опубликованы его первые стихи.
С сентября 1960 года по ноябрь 1963 проходил срочную службу на подшефном Алтайскому комсомолу крейсере «Свердлов».
В 1963 году в Калининградском книжном издательстве вышел первый сборник стихов «Юность в бушлате», по которому в 1964 году молодой поэт, в то время старшина I статьи Игорь Пантюхов был принят в Союз писателей СССР.
Работал в редакции газеты Балтийского флота «Страж Балтики». Через несколько лет вновь вернулся в эту газету, проработав в ней корреспондентом около пяти лет. Окончил в 1967 Высшие литературные курсы Союза писателей СССР при Литературном институте имени А. М. Горького. В 1968 году был избран ответственным секретарём Калининградской областной писательской организации, которую возглавлял шесть лет до 1974 года.
В 1974-75 годах был первым помощником капитана на рыболовецком судне, побывал в нескольких длительных рейсах в Атлантике.
По возвращении на Алтай в 1982 году был избран ответственным секретарём Алтайской краевой писательской организации.
В 1989 году общим собранием писателей был избран главным редактором журнала «Алтай».
Занимался переводческой деятельностью. В его переводах на русском языке зазвучали стихи поэтов из Армении, Таджикистана, Белоруссии и Литвы — А. Саакяна, К. Кирома, Ф. Жички, А. Дрилинги. Стихи И. Пантюхова также переведены на белорусский, польский, литовский и датский и др. языки.
В апреле 1997 года был руководителем краевого семинара молодых литераторов.
С 1996 года вице-президент общественного фонда «Пушкин и поэт».

## Премии
- премия Ленинского комсомола Алтая (1984)
- премия имени Шукшина (1994, 2006)
- премия имени Л. Мерзликина (2000) — за сборник стихов «Простите»

## Награды
- медаль «За освоение целинных земель»
- медаль «За доблестный труд. В ознаменование 100-летия со дня рождения В. И. Ленина»
- Почётная грамота администрации Алтайского края в ознаменование 300-летия Российского флота
- нагрудный знак ЦК ВЛКСМ И ВЦСПС «Наставник молодежи»

## Книги
- Юность в бушлате: [стихи] / худож. С. Панкратов. — Калининград: Кн. изд-во, 1963. — 72 с.
- Волнолом: стихи / [худож. В. Федосов]. — Барнаул: Алт. кн. изд-во, 1966. — 95 с.
- Берег раздумий: [стихи / худож. Ю. Синчилин]. — Калининград: кн. изд-во, 1969. — 96 с.
- Лесные чудеса: стихи / фото А. Становова. — Калининград: Кн. изд-во, 1971. — 32 с. — Под псевдонимом И. Бондарь.
- Морская почта: стихи / [худож. П. Малышко]. — Калининград: Кн. изд-во, 1972.
- Моряна: сб. стихотворений / предисл. В. Азарова. — Калининград: Кн. изд-во, 1975. — 207 с.: ил.
- Горнист, играй «Зарю»!: сб. очерков / [вступ. ст. И. М. Капитанца]. — Барнаул: Алт. кн. изд-во, 1982. — 270 с.: ил., 16 л. ил.
- Не спи, земля!.. / [худож. Б. Лупачев]. — Барнаул: Алт. кн. изд-во, 1984. — 128 с.: ил.
- Корабль друзей: стихи / худож. Ю. Синчилин. — Барнаул: Алт. кн. изд-во, 1988. — 159 с.: ил, портр.
- *Мишка-мореход. — Калининград: Кн. изд-во, 1990.
- Простите: сб. стихотворений [вступ. ст. авт.] — Барнаул: ГИПП «Алтай», 1997. — 80 с.
- Здесь все мое: стихотворения. — Барнаул: б. и., 2004. — 159 с.: портр. — (Библиотека журнала «Алтай»).
- Волны времени: стихотворения, Барнаул, книжная серия "Городская библиотека", Фонд Творческих Инициатив, 96 с.
- Окончания наших разлук: избранные стихотворения. - Барнаул, Литературный фонд "Август", 2012. - 104 с.: ил. - графика, фото.